# Juan Daniél

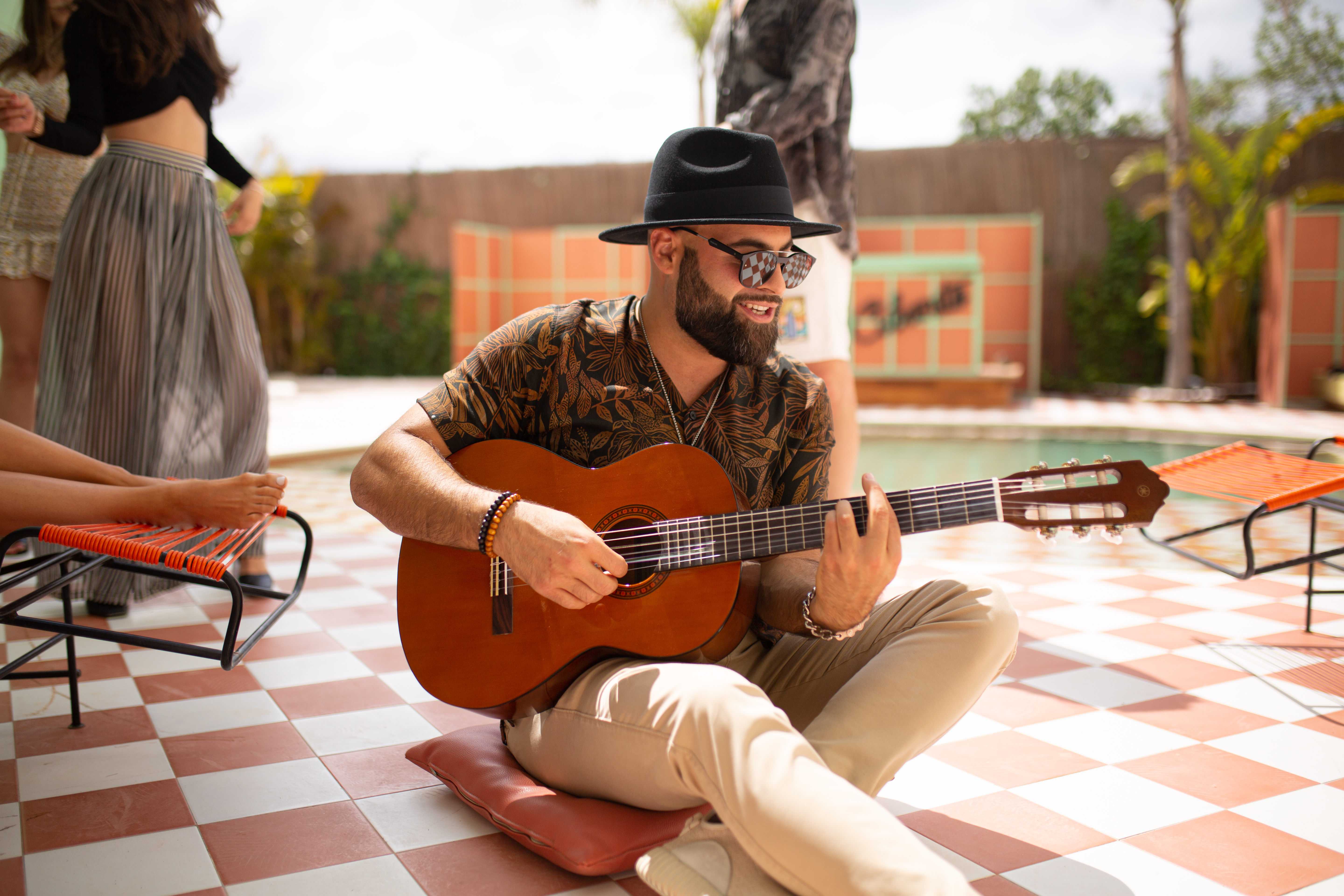
Juan Daniél (2021)

Juan Daniél (bürgerlicher Name: Daniel Sánchez González; * 4. Mai 1986 in Offenbach) ist ein deutschsprachiger spanischer Popsänger aus Offenbach-Bieber.

## Leben
Juan Daniéls Eltern und Großeltern kommen aus Spanien. Seit 2018 singt er  professionell im Studio. Bekannt wurde er 2020 mit seiner Single Buenos Momentos. Beim Free European Song Contest 2021 trat er mit seiner Single Corazón auf, mit der er sich unter den ersten 10 platzierte.

## Diskografie
Singles
- 2020: Buenos Momentos
- 2020: Vagabundo
- 2020: Chula
- 2021: Corazón
- 2021: Loco Loco (feat. Irene Gómez & JONA)

Gastbeiträge
- 2021: Buenas Noches (mit Kay One & Irene Gómez)
- 2021: Bailando (mit Loona & @PhilTheBeat)

EP
- 2021: Buenos Momentos (mit 6 Songs)